# Тёмная энергия
Тёмная эне́ргия (англ. dark energy) в космологии — гипотетический вид энергии, введённый в математическую модель Вселенной для объяснения наблюдаемого её расширения с ускорением.
Существует три варианта объяснения сущности тёмной энергии:
- тёмная энергия есть космологическая константа — неизменная энергетическая плотность, равномерно заполняющая пространство Вселенной (другими словами, постулируется ненулевая энергия и давление вакуума)[2];
- тёмная энергия есть некая квинтэссенция — динамическое поле, энергетическая плотность которого может меняться в пространстве и времени.
- тёмная энергия есть модифицированная гравитация на расстояниях порядка размера видимой части Вселенной[3].

По состоянию на 2020 год надёжные наблюдательные данные, такие как измерения реликтового излучения, подтверждают существование тёмной энергии, Модель Лямбда-CDM принимается в космологии как стандартная.
Окончательный выбор между вариантами требует очень длительных и высокоточных измерений скорости расширения Вселенной, чтобы понять, как эта скорость изменяется со временем. Темпы расширения Вселенной описываются космологическим уравнением состояния. Разрешение уравнения состояния для тёмной энергии является одной из самых насущных задач современной наблюдательной космологии.
Согласно опубликованным в марте 2013 года данным наблюдений космической обсерватории «Планк», общая масса-энергия наблюдаемой Вселенной состоит из тёмной энергии на 68,3 % и тёмной материи на 26,8 %.

## Открытие ускоренного расширения Вселенной
Ускоренное расширение Вселенной было открыто в 1998 году при наблюдениях за сверхновыми типа Ia. На основании проведённых наблюдений сверхновых звёзд типа Ia был сделан вывод, что расширение Вселенной ускоряется со временем. Затем эти наблюдения были подкреплены другими источниками: измерениями реликтового излучения, гравитационного линзирования, нуклеосинтеза Большого Взрыва. Все полученные данные хорошо вписываются в лямбда-CDM модель.
Расстояния до других галактик определяются измерением их красного смещения. По закону Хаббла, величина красного смещения света удалённых галактик прямо пропорциональна расстоянию до этих галактик. Соотношение между расстоянием и величиной красного смещения называется параметром Хаббла (или, не совсем точно, постоянной Хаббла).
Однако само значение параметра Хаббла требуется сначала каким-нибудь способом установить, а для этого нужно измерить значения красного смещения для галактик, расстояния до которых уже вычислены другими методами. Для этого в астрономии применяются «стандартные свечи», то есть объекты, светимость которых известна. Лучшим типом «стандартной свечи» для космологических наблюдений являются сверхновые звёзды типа Ia (все вспыхивающие Ia, находящиеся на одинаковом расстоянии, должны иметь почти одинаковую наблюдаемую яркость; при этом желательно делать поправки на вращение и состав исходной звезды). Сравнивая наблюдаемую яркость сверхновых в разных галактиках, можно определить расстояния до этих галактик.
В конце 1990-х годов было обнаружено, что в удалённых галактиках, расстояние до которых было определено по закону Хаббла, сверхновые типа Ia имеют яркость ниже той, которая им полагается. Иными словами, расстояние до этих галактик, вычисленное по методу «стандартных свеч» (сверхновых Ia), оказывается больше расстояния, вычисленного на основании ранее установленного значения параметра Хаббла. Был сделан вывод, что Вселенная не просто расширяется, она расширяется с ускорением.
За открытие ускоренного расширения Вселенной Сол Перлмуттер, Брайан П. Шмидт и Адам Рисс получили премию Шао по астрономии за 2006 год и Нобелевскую премию по физике за 2011 год.

## Гипотеза о тёмной энергии и скрытой массе
Ранее существовавшие космологические модели предполагали, что расширение Вселенной замедляется. Они исходили из предположения, что основную часть массы Вселенной составляет материя — как видимая, так и невидимая (тёмная материя). На основании новых наблюдений, свидетельствующих об ускорении расширения, было постулировано существование неизвестного вида энергии с отрицательным давлением (см. уравнения состояния). Её назвали «тёмной энергией».
Гипотеза о существовании тёмной энергии (чем бы она ни являлась) решает и так называемую «проблему невидимой массы». Теория нуклеосинтеза Большого Взрыва объясняет формирование в молодой Вселенной лёгких химических элементов, таких как гелий, дейтерий и литий. Теория крупномасштабной структуры Вселенной объясняет формирование структуры Вселенной: образование звёзд, квазаров, галактик и скоплений галактик. Обе эти теории предполагают, что плотность барионной материи и тёмной материи составляет около 30 % от критической плотности, требуемой для образования «закрытой» Вселенной, то есть соответствует плотности, необходимой, чтобы форма Вселенной была плоской. Измерения реликтового излучения Вселенной, недавно проведённые спутником WMAP, показывают, что пространство-время во Вселенной действительно имеет глобальную кривизну, очень близкую к нулевой. Следовательно, некая ранее неизвестная форма невидимой энергии должна давать отсутствующие 70 % плотности Вселенной.

## Природа тёмной энергии
Сущность тёмной энергии является предметом споров. Известно, что она очень равномерно распределена в пространстве, испытывает гравитационное отталкивание вместо гравитационного притяжения, имеет низкую плотность и не взаимодействует сколько-нибудь заметно с обычной материей посредством известных фундаментальных типов взаимодействия — за исключением гравитации. Плотность тёмной энергии не зависит от времени (за последние 8 млрд лет её плотность изменилась не более, чем на 10 %). Поскольку гипотетическая плотность тёмной энергии невелика (порядка 10−26 кг/м³), её вряд ли удастся обнаружить лабораторным экспериментом. Тёмная энергия может оказывать такое глубокое влияние на Вселенную (составляя 70 % всей энергии) только потому, что она однородно наполняет пустое (в иных отношениях) пространство.

### Космологическая постоянная
Самое простое объяснение заключается в том, что тёмная энергия — это просто «стоимость существования пространства»: то есть любой объём пространства имеет некую фундаментальную, неотъемлемо присущую ему энергию. Её ещё иногда называют энергией вакуума, поскольку она является энергетической плотностью чистого вакуума. Это и есть космологическая постоянная, иногда называемая «лямбда-член» (от названия греческой буквы {\displaystyle \Lambda }, используемой для её обозначения в уравнениях общей теории относительности). Введение космологической константы в стандартную космологическую модель, основанную на метрике Фридмана — Лемэтра — Робертсона — Уокера, привело к появлению современной модели космологии, известной как лямбда-CDM модель. Эта модель хорошо соответствует имеющимся космологическим наблюдениям.
Многие физические теории элементарных частиц предсказывают существование вакуумных флуктуаций, то есть наделяют вакуум именно таким видом энергии. Значение космологической константы оценивается в порядке 10−29 г/см³, или около 1,03 кэВ/см³ (около 10−123 в Планковских единицах).
Космологическая константа имеет отрицательное давление, равное её энергетической плотности. Причины, по которым космологическая константа имеет отрицательное давление, вытекают из классической термодинамики. Количество энергии, заключённое в «коробке с вакуумом» объёма {\displaystyle V}, равняется {\displaystyle \rho V}, где {\displaystyle \rho } — энергетическая плотность космологической константы. Увеличение объёма «коробки» ({\displaystyle dV} положительно) приводит к возрастанию её внутренней энергии, а это означает выполнение ею отрицательной работы. Так как работа, выполняемая изменением объёма {\displaystyle dV}, равняется {\displaystyle pdV}, где {\displaystyle p} — давление, то {\displaystyle p} — отрицательно и, фактически, {\displaystyle p=-\rho } (коэффициент {\displaystyle c^{2}}, связывающий массу и энергию, приравнен 1).
Согласно общей теории относительности, гравитация зависит не только от массы (плотности), но и от давления, причём давление имеет бо́льший коэффициент, чем плотность. Отрицательное давление должно порождать отталкивание, антигравитацию, и поэтому вызывает ускорение расширения Вселенной.
Важнейшая нерешённая проблема современной физики состоит в том, что большинство квантовых теорий поля, основываясь на энергии квантового вакуума, предсказывают громадное значение космологической константы — на многие порядки превосходящее допустимое по космологическим представлениям. Обычная формула квантовой теории поля для суммирования вакуумных нулевых колебаний поля (с обрезанием по волновому числу колебательных мод, соответствующему планковской длине), даёт огромную плотность энергии вакуума. Это значение, следовательно, должно быть скомпенсировано неким действием, почти равным (но не точно равным) по модулю, но имеющим противоположный знак. Некоторые теории суперсимметрии (SATHISH) требуют, чтобы космологическая константа в точности равнялась нулю, что также не способствует разрешению проблемы. Такова сущность «проблемы космологической константы», труднейшей проблемы «тонкой настройки» в современной физике: не найдено ни одного способа вывести из физики элементарных частиц чрезвычайно малое значение космологической константы, определённое в космологии. Некоторые физики, включая Стивена Вайнберга, считают так называемый «антропный принцип» наилучшим объяснением наблюдаемого тонкого баланса энергии квантового вакуума.
Несмотря на эти проблемы, космологическая константа — это во многих отношениях самое экономное решение проблемы ускоряющейся Вселенной. Единственное числовое значение объясняет множество наблюдений. Поэтому нынешняя общепринятая космологическая модель (лямбда-CDM модель) включает в себя космологическую константу как существенный элемент.

### Квинтэссенция
Альтернативный подход был предложен в 1987 году немецким физиком-теоретиком Кристофом Веттерихом. Веттерих исходил из предположения, что тёмная энергия — это своего рода частицеподобные возбуждения некоего динамического скалярного поля, называемого «квинтэссенцией». Отличие от космологической константы в том, что плотность квинтэссенции может варьироваться в пространстве и времени. Чтобы квинтэссенция не могла «собираться» и формировать крупномасштабные структуры по примеру обычной материи (звёзды и тому подобные), она должна быть очень лёгкой, то есть иметь большую комптоновскую длину волны.
Никаких свидетельств существования квинтэссенции пока не обнаружено, но исключить такое существование нельзя. Гипотеза квинтэссенции предсказывает чуть более медленное ускорение Вселенной, в сравнении с гипотезой космологической константы. Некоторые учёные полагают, что наилучшим свидетельством в пользу квинтэссенции явились бы нарушения принципа эквивалентности Эйнштейна и вариации фундаментальных констант в пространстве или времени. Существование скалярных полей предсказывается стандартной моделью и теорией струн, но при этом возникает проблема, аналогичная варианту с космологической константой: теория ренормализации предсказывает, что скалярные поля должны приобретать значительную массу.
Проблема космического совпадения ставит вопрос, почему ускорение Вселенной началось именно в определённый момент времени. Если бы ускорение во Вселенной началось раньше этого момента, звёзды и галактики просто не успели бы сформироваться, и у жизни не было бы никаких шансов на возникновение, по крайней мере, в известной нам форме. Сторонники «антропного принципа» считают этот факт наилучшим аргументом в пользу своих построений. Впрочем, многие модели квинтэссенции предусматривают так называемое «следящее поведение», которое решает эту проблему. В этих моделях поле квинтэссенции имеет плотность, которая подстраивается к плотности излучения (не достигая её) до того момента развития Большого Взрыва, когда складывается равновесие вещества и излучения. После этого момента квинтэссенция начинает вести себя как искомая «тёмная энергия» и в конце концов господствует во Вселенной. Такое развитие естественным образом устанавливает низкое значение уровня тёмной энергии.
Уравнение состояния (зависимость давления от плотности энергии) для квинтэссенции: {\displaystyle p=w\cdot \varepsilon ,} где {\displaystyle -1<w<-1/3} (для вакуума {\displaystyle w=-1}).
Были предложены и другие возможные виды тёмной энергии: фантомная энергия, для которой энергетическая плотность возрастает со временем (в уравнении состояния этого типа тёмной энергии {\displaystyle w<-1}), и так называемая «кинетическая квинтэссенция», имеющая форму нестандартной кинетической энергии. Они имеют необычные свойства: например, фантомная энергия может привести к Большому Разрыву Вселенной.
В 2014 году данные проекта BOSS (Baryon Oscillation Spectroscopic Survey) показали, что с высокой степенью точности значение тёмной энергии является константой.

### Проявление неизвестных свойств гравитации
Имеется гипотеза, что тёмной энергии нет вообще, а ускоренное расширение Вселенной объясняется неизвестными свойствами сил гравитации, которые начинают проявляться на расстояниях порядка размера видимой части Вселенной.

## Последствия для судьбы Вселенной
По имеющимся оценкам, ускоряющееся расширение Вселенной началось приблизительно 5 миллиардов лет назад. Предполагается, что до этого расширение замедлялось благодаря гравитационному действию тёмной материи и барионной материи. Плотность барионной материи в расширяющейся Вселенной уменьшается быстрее, чем плотность тёмной энергии. В конце концов, тёмная энергия начинает преобладать. Например, когда объём Вселенной удваивается, плотность барионной материи уменьшается вдвое, а плотность тёмной энергии остается почти неизменной (или точно неизменной — в варианте с космологической константой).
Если ускоряющееся расширение Вселенной будет продолжаться бесконечно, то в результате галактики за пределами нашего Сверхскопления галактик рано или поздно выйдут за горизонт событий и станут для нас невидимыми, поскольку их относительная скорость превысит скорость света. Это не является нарушением специальной теории относительности. На самом деле невозможно даже определить «относительную скорость» в искривлённом пространстве-времени. Относительная скорость имеет смысл и может быть определена только в плоском пространстве-времени, или на достаточно малом (стремящемся к нулю) участке искривлённого пространства-времени. Любая форма коммуникации далее пределов горизонта событий становится невозможной, и всякий контакт между объектами теряется. Земля, Солнечная система, наша Галактика, и наше Сверхскопление будут видны друг другу и в принципе достижимы путём космических полётов, в то время как вся остальная Вселенная исчезнет вдали. Со временем наше Сверхскопление придёт в состояние тепловой смерти, то есть осуществится сценарий, предполагавшийся для предыдущей, плоской модели Вселенной с преобладанием материи.
Существуют и более экзотические гипотезы о будущем Вселенной. Одна из них предполагает, что фантомная энергия приведёт к т. н. «расходящемуся» расширению. Это подразумевает, что расширяющая сила действия тёмной энергии продолжит неограниченно увеличиваться, пока не превзойдёт все остальные силы во Вселенной. По этому сценарию, тёмная энергия со временем разорвёт все гравитационно связанные структуры Вселенной, затем превзойдёт силы электростатических и внутриядерных взаимодействий, разорвёт атомы, ядра и нуклоны и уничтожит Вселенную в Большом Разрыве.
С другой стороны, тёмная энергия может со временем рассеяться или даже сменить отталкивающее действие на притягивающее. В этом случае гравитация возобладает и приведёт Вселенную к «Большому Сжатию». Некоторые сценарии предполагают «циклическую модель» Вселенной. Хотя эти гипотезы пока не подтверждаются наблюдениями, они и не отвергаются полностью. Решающую роль в установлении конечной судьбы Вселенной (развивающейся по теории Большого Взрыва) должны сыграть точные измерения темпа ускорения.

## Критика
Регулярно появляются резонансные статьи с критикой тёмной энергии, и хотя в самих работах авторы выражаются обычно сдержанно, в аннотациях и комментариях журналистам представляют свои выводы в гипертрофированном виде, к примеру, как ставящие под сомнение само существование тёмной энергии:
- В 2010 году Том Шэнкс из Даремского университета поставил под сомнение результаты WMAP, подтверждающие существование тёмной энергии, в связи с эффектом размытия реликтового излучения[21].
- В 2016 году Николай Горькавый представил гипотезу, в которой место тёмной энергии заняли гравитационные волны[22].
- В 2019 году Артем Асташёнок и Александр Тепляков выпустили статью, в которой предположили, что данные наблюдений, обычно интерпретируемых как свидетельство ускоренного расширения Вселенной, имеют другую природу, в частности из-за влияния эффекта Казимира[23].

Часть работ с критикой тёмной энергии основана на том, что было обнаружено, что спектры сверхновых типа Ia, которые считались одинаковыми, на самом деле различны; кроме того, форма сверхновой типа Ia, которая является относительно редкой сегодня, была гораздо более распространенной ранее в истории Вселенной:
- В 2015 году команда во главе с исследователями из Аризонского университета установила, что сверхновые типа Ia делятся на две группы с разными светимостями, что уменьшило оценку скорости разлетания галактик во Вселенной[24].
- В 2016 году Якоб Нильсен выпустил работу, в которой только на основании анализа светимости сверхновых типа Ia утверждал, что Вселенная расширяется не ускоренно[25].
- В 2020 году астрономы из университета Ёнсе совместно с коллегами из Лионского университета и KASI[англ.] завершили анализ, который показал, по мнению исследователей, что само предположение о существовании тёмной энергии было сделано на основе, вероятно, ошибочной оценки светимости «стандартных свечей»[26][27]. Отмечается, что в саму работу авторы свои революционные выводы вставлять не стали, возможно, из-за небольшой выборки и рассогласованности других вычисленных астрономами космологических параметров с результатами наблюдений в том числе космической обсерватории Планк[20].

Существуют различные экспериментальные установки, в задачи которых входит обнаружение тёмной энергии (в основном они занимаются поиском WIMP-частиц и по состоянию на 2018 год не получили никаких положительных результатов):
- SNOLAB недалеко от Онтарио в Канаде, планируется также SuperCDMS и DEAP[англ.]-3600
- LUX-эксперимент[англ.] в Лиде, Южная Дакота
- EDELWEISS-эксперимент[англ.] во французских Альпах
- PandaX в подземной лаборатории Цзинь-Пин в Китае
- Подземная научная лаборатория Джадугуда в Индии
- XENON1T в итальянских Апеннинах
- ADMX[англ.] Вашингтонского университета, США (аксионы)
- BEST, Баксанская нейтринная обсерватория, Россия (стерильное нейтрино)[29]

Тем не менее, в научном сообществе превалирует мнение, что наличие тёмной энергии является установленным фактом. Хотя нет прямых наблюдений тёмной энергии, наблюдения реликтового излучения космической обсерваторией Планк являются самым надёжным подтверждением существования тёмной энергии. Многие результаты наблюдений, в частности барионные осцилляции и слабое гравитационное линзирование не находят других убедительных объяснений, кроме как в рамках модели Лямбда-CDM.